# Penthimia distanti
Penthimia distanti är en insektsart som beskrevs av Baker 1924. Penthimia distanti ingår i släktet Penthimia och familjen dvärgstritar. Inga underarter finns listade i Catalogue of Life.